# Свети Харалампий (Солун)
„Свети Харалампий“ (на гръцки: Αγίου Χαράλαμπου) е църква в македонския град Солун, метох на светогорския манастир Симонопетра.

## Местоположение
Разположена е на запад и близо до Ротондата в града, на улица „Атанасиос Ексадактилос“ и край „Егнатия“.

## История
Църквата е построена в 1905 година върху останките на по-стара. Метохът е създаден преди XVIII век. В църквата се съхраняват множество пост-византийски икони.